# The Attic, the Pearls and Three Fine Girls
The Attic, The Pearls and Three Fine Girls é uma peça cômica canadense escrita coletivamente por Jennifer Brewin, Martha Ross, Ann-Marie MacDonald, Alisa Palmer e Leah Cherniak . O título às vezes é estilizado como The Attic, The Pearls And 3 Fine Girls. A peça estreou em 1995 no Theatre Centre West em Toronto, estrelando MacDonald, Ross e Cherniak. Tanto a produção de 1995 quanto a reestreia em 1997 foram indicadas a vários prêmios Dora Mavor Moore. Em 2011, os criadores de The Attic, The Pearls e Three Fine Girls criaram e realizaram uma sequência intitulada More Fine Girls.

## Personagens
- Jojo Fine - uma professora de inglês divorciada[1]
- Jayne Fine - uma financista lésbica[2]
- Jelly Fine - uma artista que ama caixas[2]

## Sinopse
No prólogo, intitulado The Past, somos apresentadas às três irmãs, da mais velha à mais nova: Jojo, uma professora que é completamente cativada por seu amante estrangeiro, Brecht; Jayne, a figurão sistemática da Bay Street e lésbica enrustida; e, finalmente, Jelly, a artista autossuficiente que tem um grande amor por manteiga de amendoim (daí seu nome ser Jelly). Também somos apresentados ao Vestido de Tortura e às pérolas (que são falsas). Ambos os objetos eram antigos pertences de sua mãe (que na verdade não era sua mãe). Normalmente brincada com as meninas quando elas brincavam de se fantasiar ou de tomar chá, ela acidentalmente derramou chá nelas quando elas eram pequenas e desde então elas foram proibidas de fazer chá novamente.
Quando o Vestido de Tortura é usado, as irmãs Fine restantes devem executar qualquer tarefa que a irmã que estiver usando o vestido comandar. Os poderes do Vestido de Tortura nos são mostrados nos primeiros momentos, quando Jojo faz Jayne dançar. Ao contrário do Torture Dress, as pérolas não são para brincadeira. Ficamos sabendo disso quando Jelly dá um sermão em suas irmãs, dizendo também que elas não podiam ser enfiadas em caixas. Na próxima cena, o pai deles pediu para eles darem uma festa na próxima semana (sexta-feira que vem) para lembrar o aniversário de uma semana da morte do pai. Jojo e Jayne não percebem que seu pai morreu até o final da cena, depois que Jelly os informa sete vezes.

## Histórico de produção
The Attic, The Pearls and Three Fine Girls estreou em 1995 no Theatre Centre West em Toronto com o Theatre Columbus. A estreia foi dirigida por Alisa Palmer e estrelou Leah Cherniak como Jelly, Ann-Marie MacDonald como Jayne e Martha Ross como Jo-Jo. A estreia contou com música composta por John Millard e Allen Cole. Jennifer Brewin foi listada como dramaturga para esta performance.
Em 1997, o mesmo elenco e equipe reviveram a produção em Buddies in Bad Times. Brewin foi creditado nesta performance como um "artista contribuinte". Em 1999, o Thousand Islands Playhouse apresentou The Attic, The Pearls e Three Fine Girls.

## More Fine Girls
Em 2011, Palmer, MacDonald, Cherniak, Ross e Brewin criaram uma sequência para a peça original, intitulada More Fine Girls. More Fine Girls deveria ter MacDonald, Cherniak e Ross reprisando seus papéis como as irmãs Fine, mas Cherniak desistiu da peça de última hora. Jelly foi então interpretado por Severn Thompson. More Fine Girls foi encenada no Tarragon Theatre e dirigida por Palmer com direção assistente de Jennifer Brewin.

## Prémios
| Ano  | Prêmio                                     | Categoria                                     | Resultado | Notas                                                                                                 | Ref.   |
| ---- | ------------------------------------------ | --------------------------------------------- | --------- | --- | ------ |
| 1995 | Dora Mavor Moore Awards (Small Theatre)    | Outstanding Direction                         | Indicado  | | [ 8 ]  |
| 1995 | Dora Mavor Moore Awards (Small Theatre)    | Outstanding New Play or Musical               | Indicado  | | [ 8 ]  |
| 1995 | Dora Mavor Moore Awards (Small Theatre)    | Outstanding Production                        | Indicado  | | [ 8 ]  |
| 1995 | Dora Mavor Moore Awards (Small Theatre)    | Female Performance                            | Indicado  | para Leah Cherniak                                                                                    | [ 8 ]  |
| 1995 | Dora Mavor Moore Awards (Small Theatre)    | Female Performance                            | Venceu    | para Martha Ross                                                                                      | [ 9 ]  |
| 1996 | Floyd S. Chalmers Canadian Play Awards     | N/A                                           | Indicado  | para Leah Cherniak, Ann-Marie MacDonald, Martha Ross em associação com Alisa Palmer e Jennifer Brewin | [ 10 ] |
| 1997 | Dora Mavor Moore Awards (Mid-size Theatre) | Set Design                                    | Venceu    | para Dany Lyne                                                                                        | [ 11 ] |
| 1997 | Dora Mavor Moore Awards (Mid-size Theatre) | Lighting Design                               | Venceu    | para Andrea Lundy                                                                                     | [ 11 ] |
| 1997 | Dora Mavor Moore Awards (Mid-size Theatre) | Outstanding Production of a Play              | Indicado  | | [ 12 ] |
| 1997 | Dora Mavor Moore Awards (Mid-size Theatre) | Outstanding Performance by a Female in a Play | Indicado  | para Ann-Marie MacDonald                                                                              | [ 12 ] |